# Тверская полицейская часть
Тверская полицейская часть (до 1797 года 6-я часть, позднее 2-я часть) — бывшая административно-территориальная единица в составе Москвы, существовавшая в 1782—1917 годах. Включала в себя западную часть Белого города.

## История
6-я полицейская часть образована при административной реформе 1782 года, проведённой после принятия «Устава благочиния». До этого, начиная с 1720-х гг., западная часть Белого города от Москвы-реки до Неглинной относилась ко 2-й полицейской команде. В 1797 году была переименована в Тверскую часть. Упразднена в 1917 году наряду с остальными частями, территория вошла в состав Городского района, упразднённого, в свою очередь, пятью годами позднее. В настоящее время территория относится к Тверскому, Пресненскому району, а также к районам Арбат и Хамовники.

## Описание
Территория была ограничена: с запада и севера — Бульварным кольцом, с востока — улицей Петровкой (позднее границами на этом участке были также Неглинный проезд и Рождественка) и стенами Кремля, с юго-востока — рекой Москвой. Согласно «Указателю Москвы» 1793 года, основными улицами части были Петровка, Дмитровка, Тверская, Никитская, Воздвиженская, Знаменская, Ленивка, Неглинная.
В середине XIX века состояла из 5 кварталов. 1-й квартал располагался у Каменного моста, Пречистенского бульвара, Боровицких и Арбатских ворот. 2-й квартал — у Никитского бульвара, Кремлёвского сада, между Никитской и Знаменской улицами. 3-й квартал — между Тверским бульваром, Тверской и Никитской улицами. 4-й квартал включал Большой театр, Охотный ряд, Университет и Благородное собрание. 5-й квартал — у Петровского монастыря, Тверских ворот и Кузнецкого моста, в нём находился съезжий дом части.
После полицейской реформы 1881 года делилась на 3 участка (1-й, 2-й и 3-й Тверской). 1-й участок был от набережных Москвы-реки до Большой Никитской улицы, 2-й — между Большой Никитской и Большой Дмитровкой, 3-й — от Большой Дмитровки до Рождественки.

## Население
- 1834—1840 годы — около 27000 человек в среднем (17600 мужчин, 9400 женщин)[4].
- 1871 год — 46509 человек, 27012 мужчин, 19497 женщин, 1090 домовладения, 3445 квартир[5].
- 1881 год — 58682 человека[1].
- 1897 год — 60356 человек (33661 мужчина, 26895 женщин)[6].
- 1902 год — 63660 человек (34502 мужчины, 29158 женщин). По участкам: 16612, 29295, 17753 человек[7]
- 1912 год — 70434 человека (37272 мужчины, 33162 женщины), 482 домовладения, 8432 жилых квартиры[8].

## Административное здание

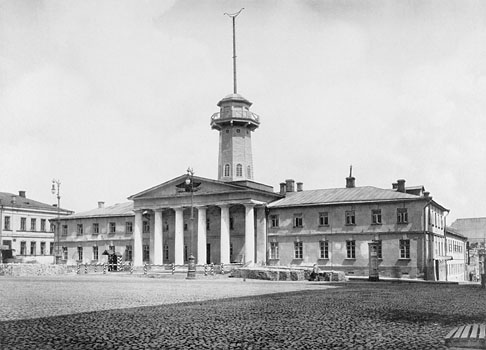
Тверской полицейский дом. Фото из «Альбома зданий, принадлежащих Московскому Городскому Общественному Управлению» (1913)

Здание Тверской части, где располагались полицейская и пожарная команды, было построено в 1823 году в стиле ампир и находилось по адресу: Тверская площадь, дом 3. Не сохранилось, было снесено в 1923 году, на его месте построено здание Института марксизма-ленинизма и разбит сквер на Тверской площади.